# Трипапина, Светлана Олеговна
Светлана Олеговна Трипапина (род. 19 февраля 1994 года, Москва) — российская фехтовальщица на рапирах.

## Биография
Член основной сборной России по фехтованию с 2016 года. Занимается фехтованием с 8 лет. Сейчас тренируется под руководством заслуженных тренеров России — Михаила Золоторева и Анны Иляскиной. Первым тренером является Людмила Макеева.
Победитель Первенства Европы среди юниоров 2016 года в личном зачете. В 2016 году удачно выступила на Летней Универсиаде в Корее, заняв 2-е место в личном зачете и третье место в командном. Бронзовый призёр Чемпионата мира по фехтованию 2017 в командном первенстве, двукратный серебряный призёр Чемпионата Европы в командном первенстве, победитель и призёр многих международных соревнований. Чемпионка России в личном зачете в 2018 и 2022 годах.